# Maria Grazia Cucinotta
Maria Grazia Cucinotta (Messina, 27 juli 1968) is een Italiaans actrice. Ze speelt met name rollen waarin ze haar moedertaal kan spreken, maar was ook te zien in Engelstalige titels als A Brooklyn State of Mind, Picking Up the Pieces van Woody Allen en Bondfilm The World Is Not Enough.
Het overgrote deel van Cucinottas curriculum vitae bestaat uit filmrollen. Een enkele keer speelde ze een eenmalig gastrolletje in televisieseries, zoals The Simpsons en The Sopranos.
Cucinotta trouwde in 1995 met Giulio Violati, met wie ze dochter Giulia kreeg.

## Filmografie
*Exclusief televisiefilms
| - Le verità (2017) - Into the Rainbow (2017) - Oggi a te... domani a me (2016) - Babbo Natale non viene da Nord (2015) - Nomi e cognomi (2015) - Cam Girl (2014) - La moglie del sarto (2014) - Un amor de película (2012) - Teresa Manganiello, Sui Passi dell'Amore (2012) - Transgression (2011) - The Rite (2011) - Un giorno della vita (2011) - The Opening (2011) - Dopo quella notte (2010) - L'imbroglio nel lenzuolo (2010) - The Museum of Wonders (2010) - La bella società (2010) - Death of the Virgin (2009) - Viola di mare (2009) - Fly Light (2009) - Flores negras (2009) - Onde corte (2008) - Sweet Sweet Marja (2007) - Last Minute Marocco (2007) | - Uranya (2006) - All the Invisible Children (2005) - Miracolo a Palermo! (2005) - Mariti in affitto (2004, aka Our Italian Husband) - Vaniglia e cioccolato (2004) - Stregati dalla luna (2001) - Just One Night (2000) - Picking Up the Pieces (2000) - The World Is Not Enough (1999) - La seconda moglie (1998, aka The Second Wife) - Camere da letto (1997) - Il decisionista (1997) - A Brooklyn State of Mind (1997) - Sicilia (1997) - Il sindaco (1996, aka The Mayor) - Italiani (1996) - El día de la bestia (1995, aka The Day of the Beast) - I laureati (1995, aka Graduates) - Il postino (1994, aka Il Postino: The Postman) - Abbronzatissimi 2 - un anno dopo (1993) - Cominciò tutto per caso (1993, aka It All Started by Chance) - Alto rischio (1993, aka High Risk) - Viaggio d'amore (1990, aka Journey of Love) - Vacanze di Natale '90 (1990) |

- Bibsys: 3104897
- Biblioteca Nacional de España: XX1099888
- Bibliothèque nationale de France: cb14167631r (data)
- Gemeinsame Normdatei: 136453538
- International Standard Name Identifier: 0000 0000 6398 8846
- Library of Congress Control Number: no2003084445
- MusicBrainz: ce929955-7624-416f-ad65-ca9b575dc2ec
- Nationale Bibliotheek van Tsjechië: xx0156955
- Nationale bibliotheek van Australië: 42358408
- Nationale Bibliotheek van Polen: a0000002910554
- Istituto Centrale per il Catalogo Unico: UBOV485409
- Système universitaire de documentation: 059447168
- Trove: 1457684
- Virtual International Authority File: 29226627
- WorldCat: E39PBJgRMW9Mk6pwc9PtQr3bBP